# Foolish
Foolish är en slow jam framförd av den amerikanska R&B-sångerskan Ashanti, skriven av henne själv, 7 Aurelius, M.DeBarge och komponerad av Irv Gotti till Ashantis debutalbum Ashanti (2002).
Foolish är en midtempo-låt som drivs av en pianosampling och en karaktäristisk basgång. Låten återanvänder "Stay with Me" av soulgruppen DeBarge och innehåller element från "One More Chance" framförd av The Notorious B.I.G. och från låten "M.V.P" av Big L. Ashanti betraktar sig själv som dumdristig (Foolish) för att när hon längtar efter sin man, återvänder hon till honom, trots att han behandlar henne illa. Låten gavs ut som den ledande singeln från sångerskans skiva den 29 januari 2002. Knappt två månader efter utgivningen nådde låten förstaplatsen på Billboard Hot 100 och låg kvar där i tio veckor. Singeln gjorde Ashanti till den första kvinnliga sångerskan i världshistorien som noterade tre av hennes första singlar över topp-tio på Hot 100-listan samtidigt. Denna bedrift nåddes tack vare att sångerskan var gästartist på "Always on Time" av rapparen Ja Rule och "What's Luv" av Fat Joe. Dessutom låg "Ain't It Funny (Murder Remix)" av Jennifer Lopez också på topp-tio, en låt som Ashanti skrivit. Detta gjorde sångerskan till en av de framgångsrikaste artisterna under 2002. "Foolish" nominerades till en Grammy Award i kategorin ”Best R&B Vocal Performance”. Hon vann också en Soul Train Music Award med utmärkelsen ”Best R&B/Soul Single for Female”.
Musikvideon till singeln regisserades av Irv Gotti och nådde förstaplatsen på BET i maj, 2002. "Foolish" är till dagens dato Ashantis framgångsrikaste musiksingel och hennes signaturlåt.

## Bakgrund och produktion
En stor del av ”Foolish” skrevs av Ashanti. Musikkompositören 7 Aurelius, som tidigare producerat hitlåtarna ”I'm Real (Murder Remix)”  för Jennifer Lopez och ”Always on Time” för Ja Rule, skrev låtens bryggor och melodier. Soul och R&B-gruppen M.DeBarge listades också som låtskrivare då spåret samplar deras låt ”Stay with Me”. ”Foolish” innehåller även element från ”One More Chance” av The Notorious B.I.G. Och från låten ”M.V.P av Big L. Spåret producerades av Irv Gotti vid Murder Inc. Studio i New York.

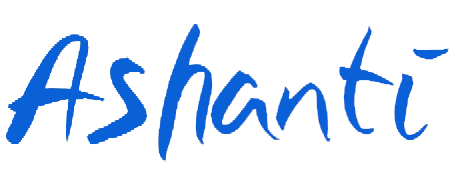
Ashantis logotyp

”Foolish” är en midtempolåt som pågår i tre minuter och femtioen sekunder. Låten börjar med pianosamplingen som pågår under hela låtens gång och basgången som skapar låtens rytmiska karaktär. En röst viskar ”Murder inc.” och senare ”Ashanti”. Därefter börjar sångerskan framföra melodin. Ashanti framför låten med klar och dämpad stämma. Sångerskan sjunger att när hon brukar längta efter sin man, återvänder hon till honom trots att han inte är något att ha och behandlar henne illa. I låtens första verser sjungs: ”Baby I don't know why ya treat me so bad/You said you loved me, no one above me/And I was all you had/And though my heart is beating for ya/I can't stop crying/I don't know how/I allow you to treat me this way and still I stay”. Mot slutet av låten använder Ashanti sitt högre register medan refrängen upprepas flera gånger: See my days are cold without you/But I'm hurtin' while I'm with you/And though my heart can't take no more/I keep on running back to you”.
”Foolish” gavs ut som sångerskans solodebut och ledande singel den 29 januari 2002. Flera typer av singelskivor trycktes upp. Standardutgåvan var en CD-singel med radioversionen av låten och en instrumental version. Maxi-singlar med fyra versioner av ”Foolish”. De europeiska singelskivorna innehöll också låtens musikvideo. Sammanlagt trycktes 16 olika utgåvor upp av singeln, däribland vinyl-skivor promosinglar. Två olika singelomslag skapades till utgivningen. Den vanligaste med en bild av Ashanti liggande på sin sida. Denna version hade ”Ashanti”-loggan i blått. Majoriteten av singlarna skapades av Murder Inc. som distribuerade singlarna via Def Jam Records.

## Musikvideo

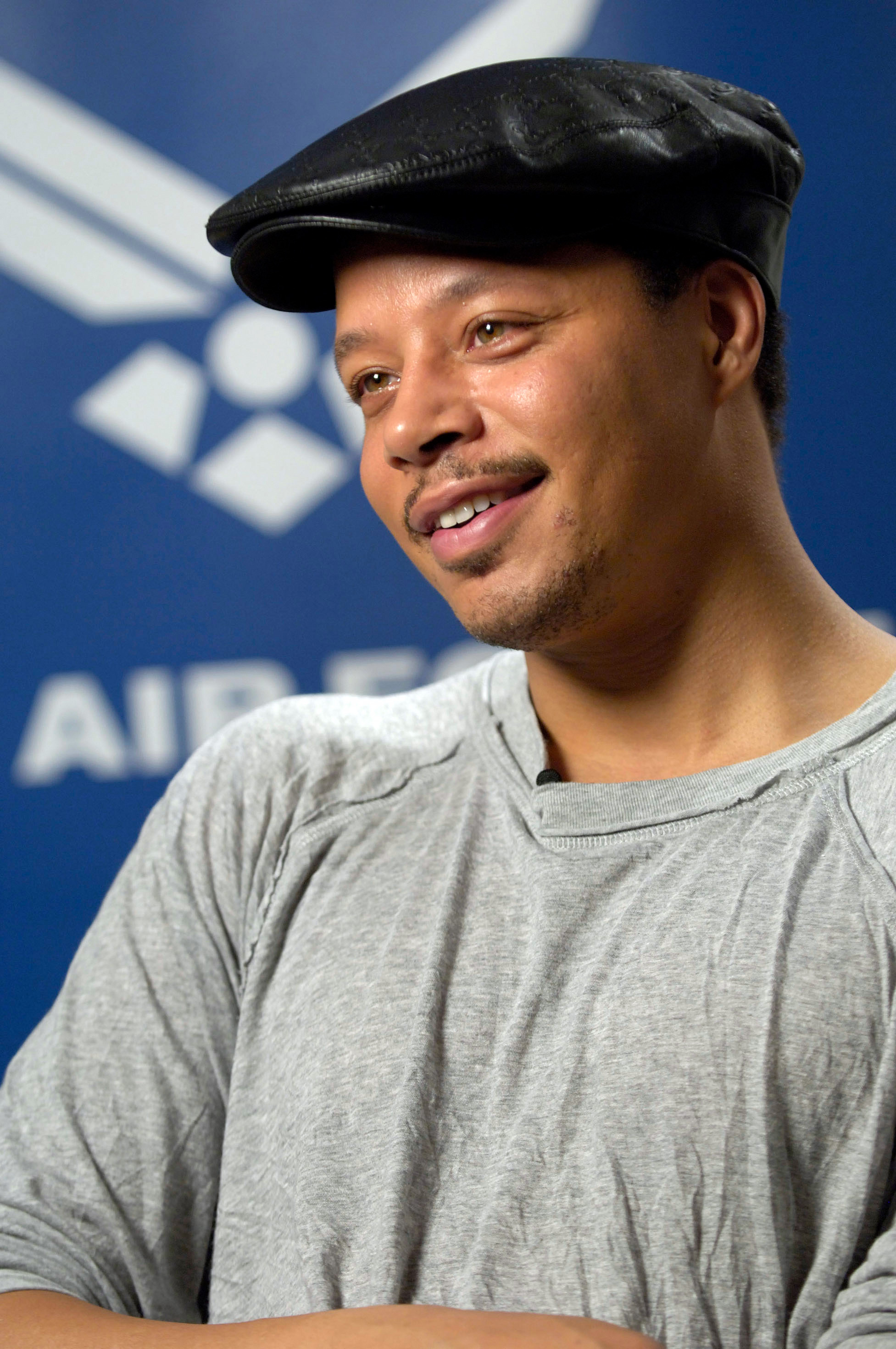
Ashantis pojkvän spelas av Terrence Howard.

Musikvideon till singeln skapades under januari 2002. Irv Gotti var själv regissör och var inspirerad av filmen Maffiabröder när han skrev videons handling. Gotti ansåg att det var viktigt att sångerskans första video skulle blanda Ashantis skönhet och mjuka röst med en hårdare handling som skulle göra män mera intresserad av hennes musik. Skådespelare i videon är Terrence Howard, Charli Baltimore, Vita, Ja Rule och Gotti.
I videon får tittaren följa en relations gång, från att paret börjar dejta tills några år senare när de går igenom en svårare fas. Ashanti framför mycket lite av texten utan videon är istället mer som en kortfilm där musiken spelar i bakgrunden. Pojkvännen (spelad av Howard) lever ett luxuöst liv. Vid första dejten bjuds Ashanti till en flott restaurang där de går in via bakvägen och får genast ett eget bord. Ashanti blir imponerad och undrar vad Howard har för jobb. Han svarar att han är i byggbranschen fast han i hemlighet är en gangster vilket framgång i senare scener. Paret flyttar senare ihop men det dröjer inte länge förrän de bråkar. Ashanti är missnöjd med att pojkvännen aldrig är hemma. I slutet av videon packar sångerskan sina väskor och planerar att lämna pojkvännen. Vid ytterdörren blir de sams igen och videon slutar med texten ”Foolish”.
Videon blev en av de mest spelade på amerikansk TV. Den 4 maj toppade videon kanalen BET och hade klättrat till en 19:e plats på MTV.

## Medias mottagande
”Foolish” mottog mestadels positiv kritik från musikrecensenter. Signaturen CT vid Billboard lovordade sångerskans låt och skrev: ”Det här är en lovande debut för 2002:s kanske första nya stjärna. Det skulle förmodligen inte förvåna någon om denna åker raket till toppen av listorna inom en snar framtid.” Recensenten fortsatte att beskriva Ashantis sång: ”Hennes sång är i flera lager vilket skapar vackra harmonier medan hon bibehåller sin ljusa, dämpade sång genom hela låten. Ashanti låter hennes egen sårbarhet sippra in från alla håll och kanter medan hon tilltalar sin  älskare.” En skribent vid CD Universe var också positiv och skrev: ”Ashanti verkar ha uppfunnit en tillbakadragen sensualism alldeles själv som påminner mycket om Aaliyah. Ofta får man känslan att hon viskar sången i örat. Låten ger en bitter midnatts-känsla där mannen förvisas till soffan (när ska dessa dumdristiga älskare lära sig?).”
Låten fick sämre kritik av Pam Avoledo vid BC Music. ”Även utan samplingen hade låten varit ett misslyckande på den kreativa sidan. Ashanti levererar samma idéer på samma sätt. Budskapet är att det är värre att stanna i en dålig relation för att slippa att vara singel.” Slant Magazine var inte heller helt positiva till låten som de beskrev som ”okej”. ”Ashanti är kanske alldeles för uppenbart influerad av Mary J. Blige, Monica och Aaliyah. Hon har inte lyckats bidra med något nytt och innovativt”.

## Liveframträdanden

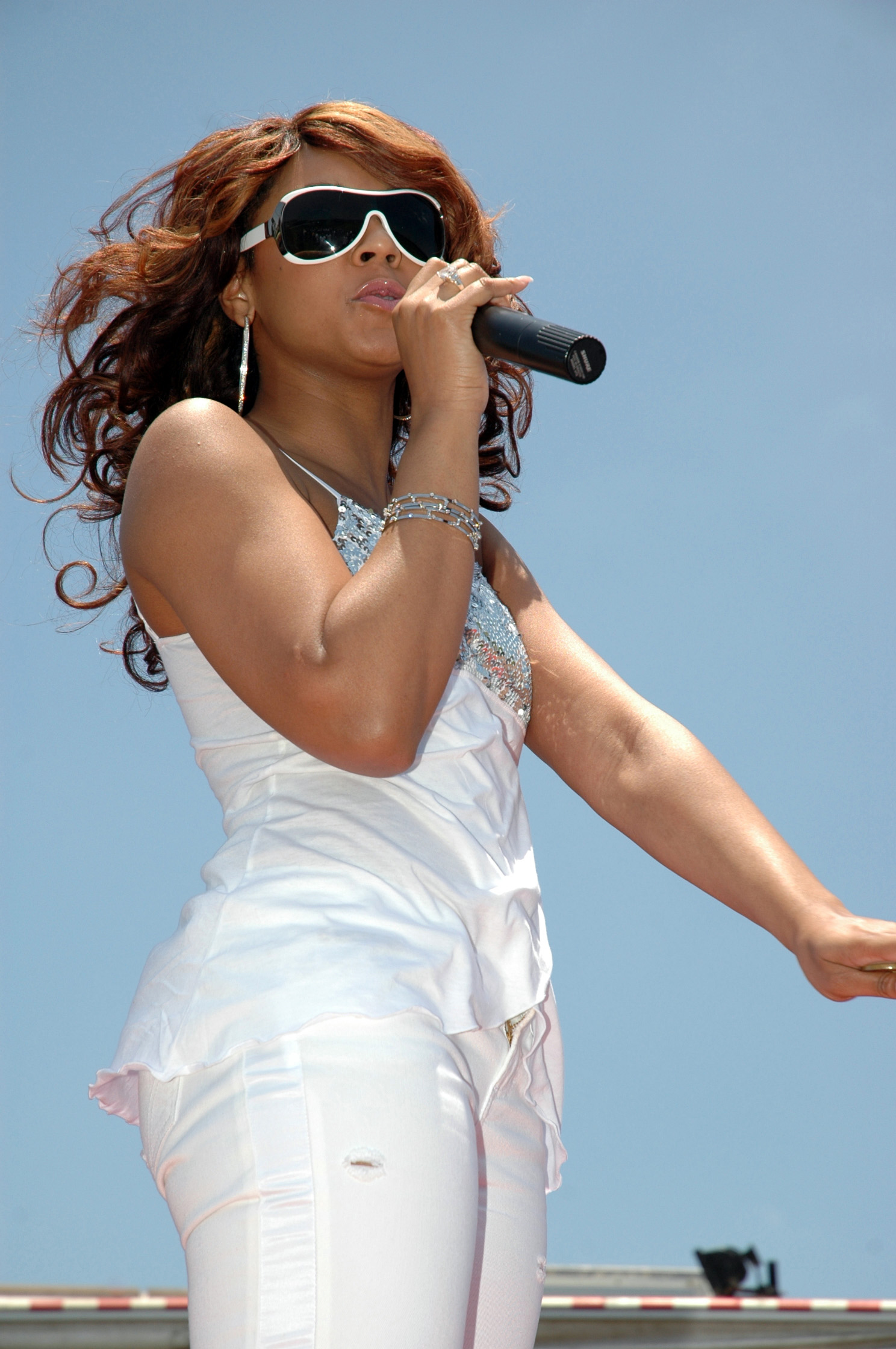
Ashanti framför låten live.

Ashanti och Gotti hade olika uppfattningar om hur låten skulle marknadsföras. Sångerskan tyckte att det var viktigt att få positiv feedback från fans och musikkritiker och att det räckte. Gotti tänkte mer på det monetära och vilken folkgrupp som låten skulle marknadsföras mest till. Han ansåg att Ashanti inte var vilken R&B-sångerska som helst, och hennes singel skulle därför belysas på samma sätt. Både Ashanti och Gotti kom dock överens och arbetade fram en plan som fungerade som båda ville ha det. Def Jam hamnade i ett ”marknadsföringskrig” med Elektra Records som arbetade för fullt med att lansera deras singel ”Oops (Oh My)” med nykomlingen Tweet. Detta fick media att skapa påhittade rubriker om att sångerskorna var rivaler och avskydde varandra. Något som senare avfärdades av båda sångerskorna när Tweet köpte Ashantis debutalbum och Ashanti avslöjade att hon var ett av Tweets största fans.
Ashanti uppträdde med låten på MTV:s vårkonsert ”Spring Break” och senare på MTV:s Total Request Live. Den 11 juni var sångerskan huvudnummer på den amerikanska galan Humanitarian of the Year. Ashanti uppträdde för att samla in pengar till forskning om cancer, leukemi och AIDS tillsammans med Brian McKnight och Musiq. Sångerskan åkte också till Europa på en omfattande PR-turné och bland annat uppträdde på Londons Party In The Park. Senare under året var hon den första artisten att uppträda på prisceremonin Soul Train Awards, ett framträdande som blev rosat av media och fick stående ovationer från publiken.

## Kommersiell framgång
Tre veckor efter singelns utgivning hade ”Foolish” spelats över 5000 gånger på amerikansk radio vilket gjorde Ashanti till den mest omtalade R&B-sångerskan vid tidpunkten. I början av mars hade sångerskans solodebut klättrat över topp-trettio på Billboard Hot 100. Samtidigt låg ”Always on Time” av artisten Ja Rule med Ashanti som gästartist på en andraplats. Sångerskan var även gästartist på ”What's Luv?” av Fat Joe som hävdade sig mot konkurrenter på en 15:e plats. Detta gjorde Ashanti till en av de första sångerskorna i världshistorien med tre av hennes första listnoteringar över topp-trettio. Dessutom låg ”Ain't It Funny (Murder Remix)” av Jennifer Lopez etta på listan, en låt som Ashanti hjälpt till och skrivit. Vid denna tidpunkt hade ”Foolish” spelats varm på radiostationer och tävlade nu med Michael Jacksons hitlåt ”Thriller” som den mest spelade låten på radio. Den 30 mars 2002 bekräftade Fred Bronson vid Billboard att Ashanti nu var den första kvinnan i världshistorien med tre av hennes första singlar över topp-tio på Hot 100-listan. Ashanti är den enda artisten i världshistorien efter The Beatles att nå denna bedrift. Sångerskans singel tog sig in på topp tio på en nionde plats med ”Foolish”, ”Always on Time” föll ner till en fjärdeplats och ”What's Luv?” hade klättrat till en femteplats. Endast två månader efter sin solodebut hade Ashanti inte bara slagit nykomlingarna Tweet, Alicia Keys och Amerie utan också etablerade akter som Brandy  och Usher.
I maj hade ”Foolish” fått över 148,9 miljoner lyssnare på radiostationer, en ökning på närmare 9 miljoner under några veckor. Sångerskans singel intog förstaplatsen på Billboard Hot 100 och stannade där i tio veckor vilket gör låten till Ashantis framgångsrikaste musiksingel hittills i karriären och även hennes signaturlåt.
Internationellt blev singeln en topp-tio hit i Storbritannien (#4), Irland (#4), Australien (#6) och Nya Zeeland (#8). ”Foolish” klättrade även högt på listorna i Tyskland, Holland och Schweiz.
2003 fick Ashanti ta emot en mängd prisnomineringar för sin solodebut, däribland en Grammy Award i kategorin ”Best R&B Vocal Performance”. Hon vann också en Soul Train Music Award med utmärkelsen ”Best R&B/Soul Single for Female”. 2009 rankades låten på en 19:e plats över de framgångsrikaste singlarna under 2000-talet enligt Billboards lista "Billboard Hot 100 Songs of the Decade".

## Format och innehållsförteckningar
| 1.           | Foolish (Radio Edit)   | 3:52  |
| 2.           | Foolish (Instrumental) | 3:52  |
| Total längd: | Total längd:           | 07:04 |

| 1.           | Foolish (Radio Edit)   | 3:52  |
| 2.           | Foolish (Instrumental) | 3:51  |
| 3.           | Foolish (Video)        | 4:27  |
| Total längd: | Total längd:           | 11:03 |

| 1.           | Foolish (Album Version)       | 3:48  |
| 2.           | Foolish (Clean Album Version) | 3:15  |
| 3.           | Foolish (Topnotch Remix)      | 4:38  |
| 4.           | Foolish (Video)               | 4:27  |
| Total längd: | Total längd:                  | 15:28 |

## Topplistor
| Lista (2002)                          | Topplacering |
| ------------------------------------- | ------------ |
| Australien (ARIA)                     | 6            |
| Belgien (Ultratop (Flandern))         | 49           |
| Belgien (Ultratop (Wallonien))        | 37           |
| Österrike (Ö3 Austria Top 40)         | 49           |
| Nederländerna (Dutch Top 40)          | 12           |
| Frankrike (SNEP)                      | 62           |
| Tyskland (Media Control Charts)       | 26           |
| Irland (Irish Singles Chart)          | 4            |
| Nya Zeeland (RIANZ)                   | 8            |
| Sverige (Sverigetopplistan)           | 52           |
| Schweiz (Schweizer Hitparade)         | 15           |
| Storbritannien (UK Singles Chart)     | 4            |
| USA (Billboard Hot 100)               | 1            |
| USA (Billboard Hot R&B/Hip-Hop Songs) | 1            |
| USA (Billboard Rhythmic Top 40)       | 1            |